# دانی سانچز (بازیکن فوتبال)
دانی سانچز (انگلیسی: Dani Sánchez؛ زادهٔ ۱۰ نوامبر ۱۹۸۴) بازیکن فوتبال اهل اسپانیا است.
از باشگاه‌هایی که در آن بازی کرده‌است می‌توان به باشگاه فوتبال ولینگتون فونیکس و باشگاه فوتبال اینورنس کالدنیون تیسل اشاره کرد.